# Palais de Tokyo

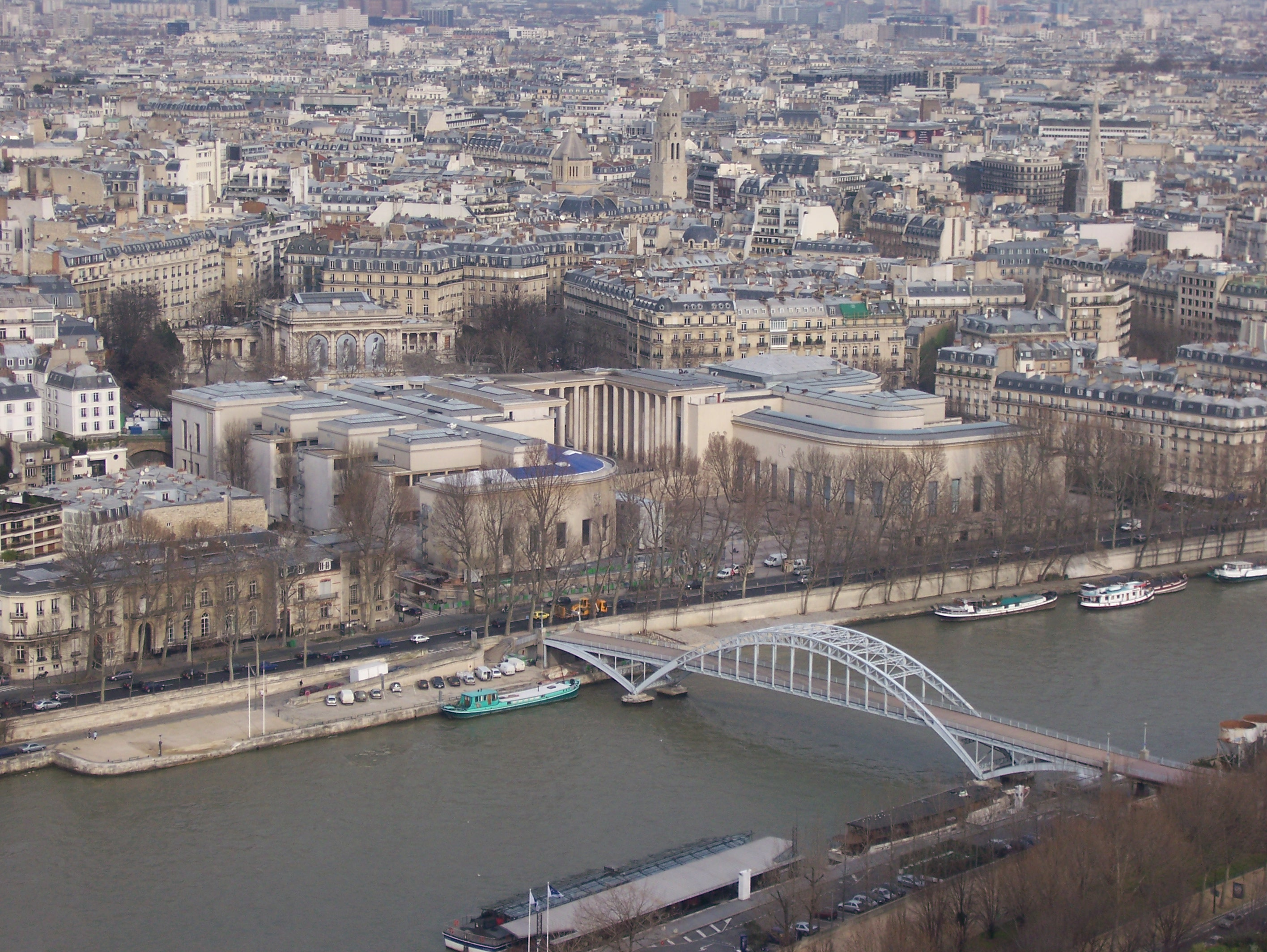
Südseite des Palais de Tokyo am rechten Ufer der Seine in Paris

Das Palais de Tokyo ist ein von der französischen Regierung und der Stadt Paris unter der Bezeichnung Palais des Musées d’art moderne initiiertes und von den Architekten Jean-Claude Dondel, André Aubert, Paul Viard und Marcel Dastugue im Jahr 1937 vollendetes Museums- und Ausstellungsgebäude für moderne Kunst am rechten Ufer (Rive Droite) der Seine in Paris (16. Arrondissement). Das neoklassizistische Gebäude gliedert sich auf in zwei Hauptflügel, die in der Mitte durch einen Hof mit einem dreiseitigen Portikus verbunden sind. Es wurde am 24. Mai 1937 anlässlich der Eröffnung der Pariser Weltausstellung von dem französischen Staatspräsidenten Albert Lebrun eingeweiht. Namensgebend war die damals zwischen dem Gebäude und der Seine verlaufende Avenue de Tokio (seit 1945 Avenue de New-York).

## Nutzung
Eigentümer des Ostflügels ist die Stadt Paris, die dort seit 1961 das Musée d’art moderne de la Ville de Paris unterhält, während der Westflügel, Eigentum des französischen Staates, im Jahr 1947 das staatliche Musée National d’Art Moderne aufnahm, bis dieses 1977 in das Centre Georges Pompidou umzog. Das Gebäude hatte eine labyrinthische Anlage mit vielen gerundeten Wänden, die sich nicht für die Hängung eigneten. Zudem erschwerten die zahlreichen Treppen und eine ungleiche Tageslichtverteilung den Museumsbesuch.
Nach dem Wegzug beherbergte das Palais de Tokyo bis 1986 das Musée d’art et d’essai, ab 1984 wurden weite Teile des Baus vom Centre national de la photographie und der Cinémathèque Française genutzt. Die Pläne des Kulturministeriums, ein Palais des arts de l’image, oder, nach dem Wegzug der Foto-Institutionen Anfang der 1990er-Jahre, wenigstens ein Palais du cinéma einzurichten, wurden verworfen.
Die bedeutende Architektin Anne Lacaton führte 2001 den Umbau durch. Nach mehreren vorzeitig beendeten Umbauten wurde das Haus 2002 mit einer verdreifachten Ausstellungsfläche von 22.000 m² neu eröffnet. Es beherbergt das Palais de Tokyo/Site de création contemporaine genannte Zentrum für zeitgenössische Kunst. Die Ausstellungen sind den neuesten Tendenzen des Kunstschaffens im weiteren Sinn gewidmet, neben Kunst in allen ihren Formen wie Malerei, Skulptur, Zeichnung, Fotografie und Video auch Design, Mode, Literatur und Tanz. Nicht nur das Ausstellungsprogramm ist auf junges Publikum ausgerichtet, sondern auch die Öffnungszeiten bis Mitternacht.